# Ray Charles In Person
Albums de Ray Charles
Soul Brothers
(1958) What'd I Say
(1969)
Ray Charles in Person est un album de Ray Charles sorti en 1960 par le label Atlantic Records. A l'exception de Yes, Indeed, toutes les chansons ont été enregistrées en live le 28 mai 1959 lors d'un concert au Morris Brown College's Herndon Stadium d'Atlanta.
Frenesí est un titre de la chanteuse espagnole Lupita Palomera avec l'orchestre de Los Hermanos Domínguez de 1939, écrite par de Alberto Domínguez. Tell The Truth est une reprise d'une chanson de 1958 des "5" Royales écrite par Lowman Pauling.

## Liste des titres
1. The Right Time
2. What'd I Say
3. Yes, Indeed
4. The Spirit Feel
5. Frenesi
6. Drown in My Own Tears
7. Tell The Truth